# Carlo Di Antonio
Carlo Di Antonio (Boussu, 12 juli 1962) is een Belgisch politicus voor het cdH, sinds maart 2022 Les Engagés genaamd, en voormalig minister in de Waalse Regering.

## Levensloop
Di Antonio is de zoon van een Italiaanse vader die als mijnwerker naar België kwam en een Belgische moeder. Van opleiding scheikundig ingenieur en agronoom aan de UCL, diploma's die hij in 1987 behaalde, vatte hij er vervolgens voor drie jaar een doctoraat in de agronomische wetenschappen aan, waarbij hij onderzoek deed naar moleculaire biologie. Tijdens zijn studies in Ottignies-Louvain-la-Neuve kwam Di Antonio voor het eerst in aanraking met de politiek en behoorde hij tot de stichtende leden van de regionale afdeling van Ecolo, een partij waarvan hij slechts korte tijd lid zou blijven.
Na zijn terugkeer na zijn geboortestreek, waar hij directeur werd van een speelpleinwerking, toonde hij zich gevoelig voor de bescherming van de Borinage en lanceerde hij verschillende initiatieven om de lokale bevolking te helpen om de sociaal-economische crisis te boven te komen waardoor deze oude industriële regio werd getroffen. Daarnaast voerde Di Antonio campagne voor het behoud van het natuurgebied dat was ontstaan uit de vroegere terril van de mijn van Saint-Antoine. In dezelfde periode richtte hij twee KMO's op; de ene, Techni Models, specialiseerde zich in de productie van etalagepoppen, de andere werd de organisator van Dour Festival, waarvan de eerste editie in 1989 werd gehouden. In de jaren 2000 verleende Di Antonio zijn medewerking aan de organisatie van verschillende grote concerten in de stad Bergen en in 2005 lanceerde hij tevens het Kids Festival. Ook schreef hij voor muziektijdschrift Rif-Raf en was hij bestuurder of eigenaar van verschillende bedrijven in de horeca en de immobiliënsector en een manege.
Ondertussen stortte Di Antonio zich ook in de politiek. In 1994 werd hij als onafhankelijke christendemocraat verkozen tot gemeenteraadslid van Dour. Bij de gemeenteraadsverkiezingen van oktober 2000 sloot hij zich officieel aan bij de toenmalige PSC en werd hij herkozen met de meeste voorkeurstemmen in Dour. Zijn partij werd echter naar de oppositie verwezen en van 2001 tot 2006 was Di Antonio als fractieleider de officieuze leider van de oppositie. Na de gemeenteraadsverkiezingen van 2006 werd hij burgemeester van de gemeente, een functie die hij nog steeds uitoefent.
In 2001 werd hij tevens voorzitter van het bestuurscomité van de PSC-federatie van het arrondissement Bergen en in 2002 werd Di Antonio door partijvoorzitter Joëlle Milquet aangesteld tot secretaris-generaal van de PSC, waarbij hij samen met Benoît Lutgen de naamsverandering naar cdH voorbereidde. Twee jaar later, in 2004, werd hij voor het arrondissement Bergen verkozen in het Waals Parlement en in het Parlement van de Franse Gemeenschap. Na de verkiezingen van 2009 keerde hij als opvolger van Catherine Fonck terug als parlementslid, tot hij in december 2011 Waals minister werd.
Di Antonio volgde toen Benoît Lutgen op als minister van Openbare Werken en Landbouw in de Waalse Regering en bleef dit tot in juli 2014. Hij erfde in deze hoedanigheid verschillende belangrijke dossiers zoals het wegenplan. Di Antonio installeerde een Waals agentschap voor de veiligheid op de weg en droeg bij aan de verbetering van het Waalse wegennetwerk. Op het vlak van landbouw zette hij zich dan weer in voor de herwaardering van de Waalse landbouwproducten. Van juli 2014 tot september 2019 was Di Antonio in de Waalse Regering minister van Leefmilieu, Ruimtelijke Ordening, Mobiliteit, Transport, Luchthavens en Dierenwelzijn. In april 2016 stond Di Antonio de bevoegdheid Luchthavens af aan partijgenoot René Collin en na de coalitiewissel in de Waalse Regering in juli 2017 kreeg hij opnieuw de bevoegdheid Openbare Werken.
Bij de Waalse verkiezingen van mei 2019 raakte Di Antonio niet herkozen. Hij kondigde vervolgens aan geen nieuw ministerschap in de Waalse Regering na te streven en voltijds voor het burgemeesterschap van Dour te kiezen.